# 38A busz (Budapest)
A budapesti 38A jelzésű autóbusz Csepel, Szent Imre tér és Lakihegy, Cseresznyés utca között közlekedik. A mintegy 9 és fél kilométer hosszú viszonylat korábban a 38-as jelzést viselte, de 2014. augusztus 23-ától a 38-as busz Szigetszentmiklósig továbbközlekedik, amelynek kiegészítéseként közlekedik a 38A jelzésű járat Lakihegy, Cseresznyés utcáig. A vonalat a MÁV Személyszállítási Zrt. üzemelteti.
Éjszaka a 938-as busz közlekedik a vonalon. Kihagyja az Erdősor utca és a Szent Imre tér közötti megállóhelyeket.

## Története
1955. március 14-én 38A jelzésű betétjáratot indítottak Csepel, Tanácsház tér és a Hárosi iskola között csúcsidőben, illetve október végén temetői járatként is közlekedett a Csepeli temetőig. 1959. december 29-én meghosszabbították Halásztelek, Kossuth utcáig. 1992. április 30-án megszűnt, de a temetői járatként továbbra is használatban maradt a jelzése. 1995. augusztus 1-jén Csepel, Szent Imre tér és Lakihegy között indult újra, a temetői járat jelzését 38B-re változtatták. 1996. augusztus 31-én megszűnt a 38-as busz, így a 38A változatlan jelzéssel már alapjáratként közlekedett, ezért üzemideje kibővült. 2002. december 14-étől betér az szigetszentmiklósi Auchan áruházhoz. 2007. december 1-jén külső végállomása a Lakihegy, Cseresznyés utca nevet kapta. 2008. augusztus 21-én az értelmét vesztett betétjáratra utaló "A" jelölést megszüntették, ezért a 38A-ból 38-as lett változatlan útvonalon. 2014. augusztus 23-án a 38-as buszt Szigetszentmiklósig hosszabbítták, korábbi útvonalán újraindult a 38A jelzésű betétjárat.

## Útvonala
| Lakihegy, Cseresznyés utca felé |
| Csepel, Szent Imre tér vá. – Károli Gáspár utca – II. Rákóczi Ferenc út – Áruházi bekötőút – Auchan Sziget áruház – Áruházi bekötőút – II. Rákóczi Ferenc út – Lakihegy, Cseresznyés utca vá.                               |
| Csepel, Szent Imre tér felé |
| Lakihegy, Cseresznyés utca vá. – II. Rákóczi Ferenc út – Áruházi bekötőút – Auchan Sziget áruház – Áruházi bekötőút – II. Rákóczi Ferenc út – Vermes Miklós utca – Kiss János altábornagy utca – Csepel, Szent Imre tér vá. |

## Megállóhelyei
Az átszállási kapcsolatok között a 38-as és a 238-as buszok nincsenek feltüntetve, mert ugyanazon az útvonalon közlekednek. A 38-as és 238-as busz Lakihegy után Szigetszentmiklósig közlekedik tovább.
| 0                                               | Csepel, Szent Imre tér végállomás     | 27 | 35, 36, 71, 138, 148, 151, 152, 159, 179, 278 688, 690                          | Autóbusz-állomás, HÉV-állomás, XXI. kerületi Önkormányzat, Okmányiroda, XXI. kerületi Rendőrkapitányság |
| ∫                                               | Kiss János altábornagy utca           | 26 | 71, 138, 152, 159, 179, 278 688, 690                                            | |
| 2                                               | Szent Imre tér H                      | 24 | 35, 36, 71, 138, 148, 151, 152, 159, 179, 278 672, 673, 674, 675, 676, 688, 690 | Autóbusz-állomás, HÉV-állomás, XXI. kerületi Önkormányzat, Okmányiroda                                  |
| 3                                               | Karácsony Sándor utca H               | 23 | 36, 71, 138, 148, 159, 179, 278 672, 673, 674, 675, 676, 688, 690               | HÉV-állomás                                                                                             |
| 5                                               | Csepel H                              | 21 | 138, 278 672, 673, 674, 675, 676, 688, 690                                      | HÉV-állomás                                                                                             |
| 7                                               | Erdősor utca                          | 19 | 138, 159, 278 673, 674, 690                                                     | |
| 8                                               | Vas Gereben utca                      | 18 | 138, 278 673, 674, 690                                                          | |
| 9                                               | Tejút utca                            | 17 | 138, 278 672, 673, 674, 675, 676, 688, 690                                      | |
| 11                                              | Csepeli temető                        | 15 | 138, 278 672, 673, 674, 675, 676, 690                                           | Csepeli temető                                                                                          |
| 13                                              | Fácánhegyi utca                       | 13 | 138, 278 673, 674, 675, 676, 690                                                | |
| 14                                              | Szilvafa utca                         | 11 | 138, 278 690                                                                    | |
| 15                                              | Almafa utca                           | 10 | 138, 278 690                                                                    | |
| 16                                              | Vízművek lakótelep                    | 9  | 138, 278 690                                                                    | |
| 17                                              | Hárosi Csárda                         | 7  | 138, 278, 279, 279B, 280, 280B 688, 690                                         | |
| Auchan Sziget áruházat ünnepnapokon nem érinti. |                                       |    |                                                                                 | |
| 19                                              | Auchan Sziget áruház                  | 5  | 138, 279, 279B, 280, 280B 690                                                   | Auchan Sziget Áruház, Bauhaus áruház                                                                    |
| 21                                              | Áruházi bekötőút                      | 4  | 138, 279, 279B, 280, 280B 688, 690, 691                                         | |
| 23                                              | Háros                                 | ∫  | 138, 279, 279B, 280, 280B                                                       | |
| Budapest–Szigetszentmiklós közigazgatási határa |                                       |    |                                                                                 | |
| 24                                              | Gát utca                              | 2  | 279, 279B, 280, 280B 689, 690                                                   | |
| 25                                              | Lacházi fogadó                        | 1  | 279, 279B, 280, 280B 690                                                        | |
| ∫                                               | Lakihegy, Cseresznyés utca            | 0  | 279, 279B 689, 690                                                              | Orvosi rendelő, ALDI áruház, Óvoda                                                                      |
| 27                                              | Lakihegy, Cseresznyés utca végállomás | 0  | 279, 279B 689, 690                                                              | Orvosi rendelő, ALDI áruház, Óvoda                                                                      |

## Képgaléria

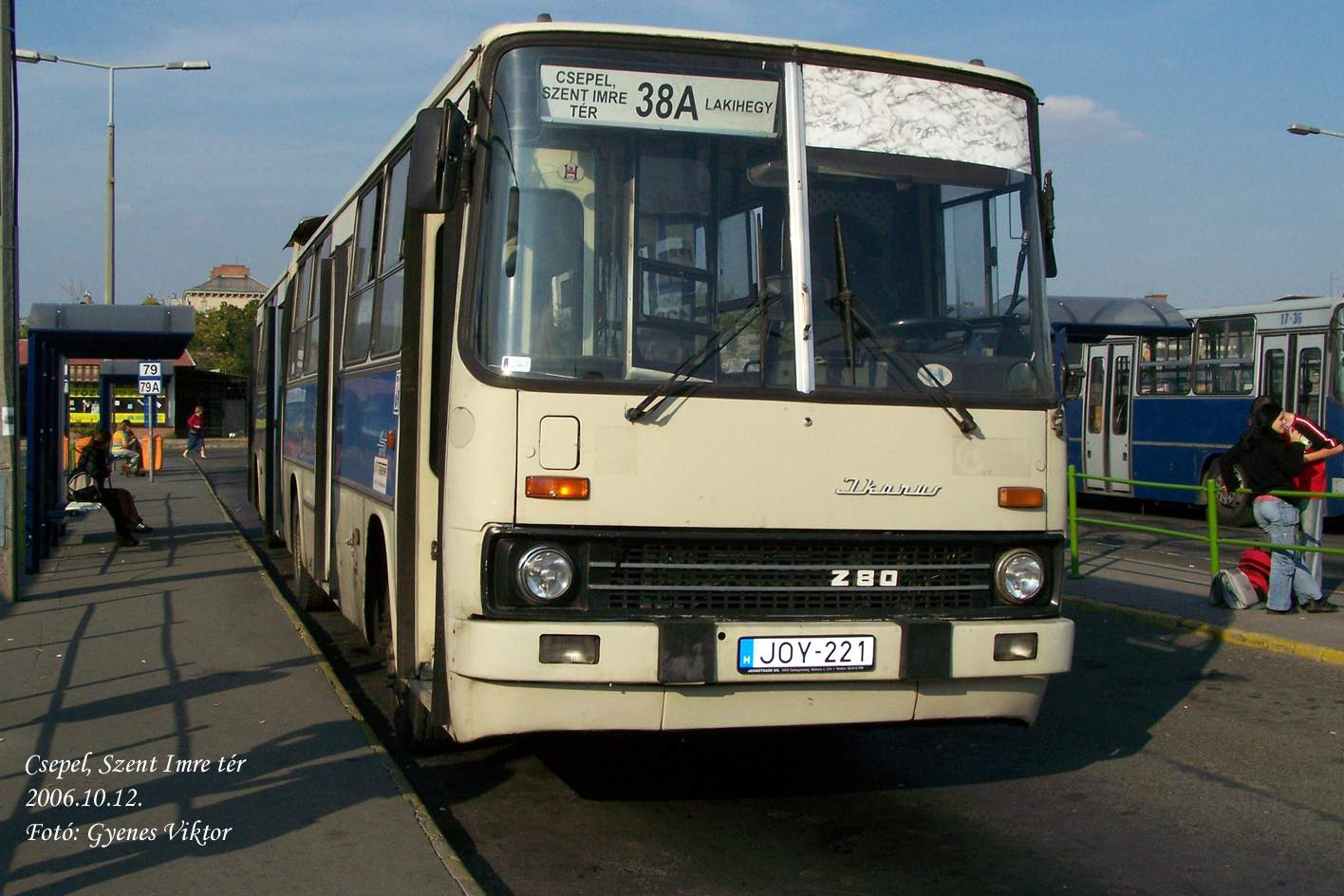
A VT-Transman Ikarus 280-as busza a Szent Imre téren 2006-ban
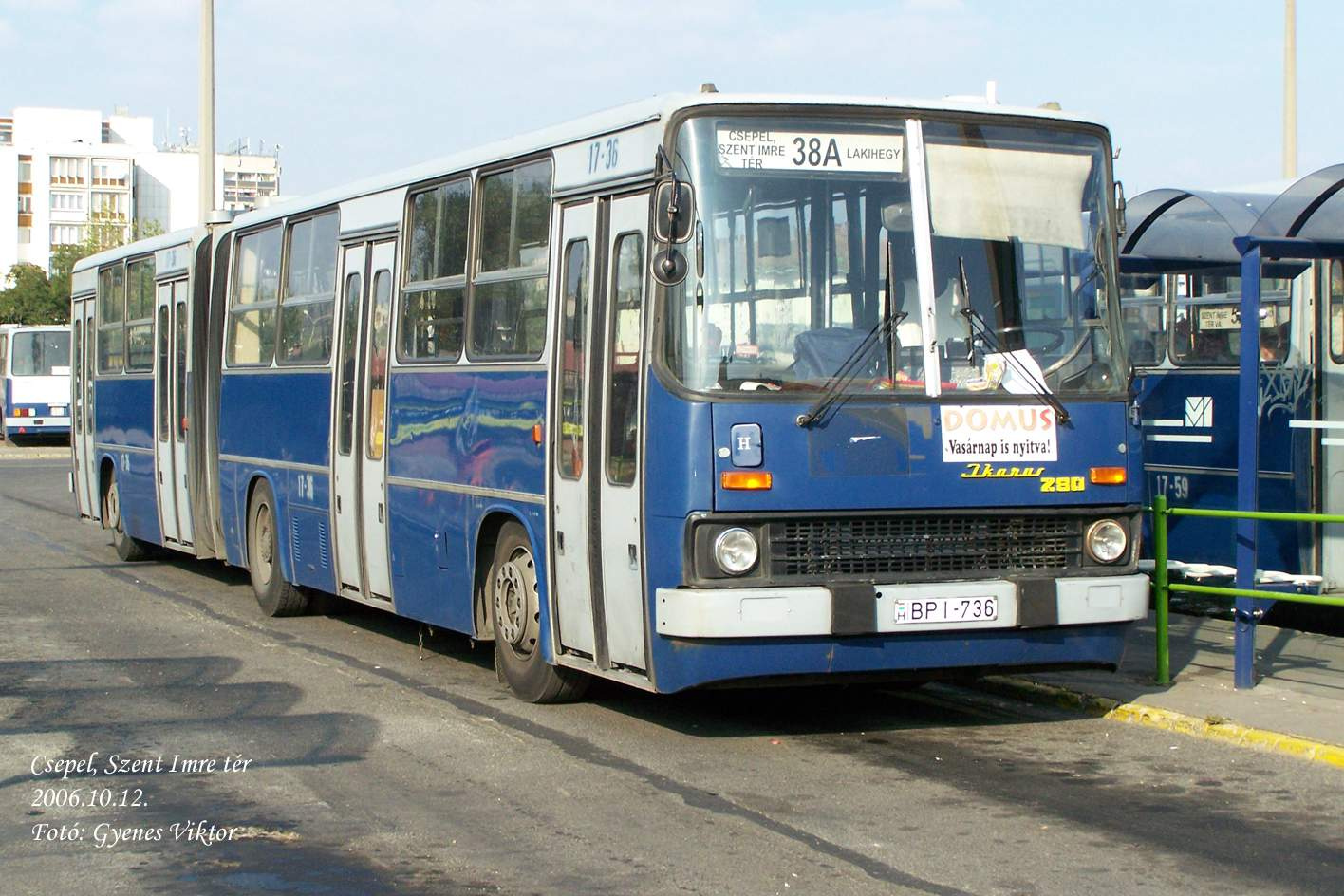
A BKV Ikarus 280-asa a Szent Imre téren